# Samara Morgan
Samara Morgan är en karaktär i "The Ring" filmerna. Hennes mamma heter Evelyn. Evelyn försökte döda Samara när hon var en bebis, men Samara var så rädd för vatten så att hon skrek när mamman försökte dränka henne i en fontän. Sjuksystrarna tog Samara ifrån Evelyn och ordnade så att Samara fick nya föräldrar. De hette Rickard och Anna Morgan. De hade åkt på semester och hämtat Samara. Men sen började Anna se syner. Hemska syner som brände inuti henne, men det hände bara när hon var nära Samara. Både Anna och Samara åkte in till fastlandet och bodde på ett sjukhus. Alla tyckte att hon var konstig. Hon sov aldrig. De frågade henne varför, men de fick aldrig något svar. Till slut släppte de ut både Anna och Samara och de bosatte sig någonstans med hage och hästar. 
En dag stod Samara vid en brunn och tittade på hästarna som betade i hagen. Hon stod och sjöng: 
Världen snurrar, när den stannar, är det bara början. Anna kom bakom henne: Är det inte vackert här, Samara? så fridfullt. Plötsligt tar Anna upp en svart påse och sätter den över Samaras huvud så hon inte kan andas. Det sista Samara hör Anna säga är Min högsta önskan var du och sen släpper hon Samara och hon glider ner i brunnen. Men Samara var inte död. Hon såg Anna lägga över en sten så hon inte kom ut. Anna sprang in till skogen där hon fick se ett stup. Anna tittar först ner och sen blundar hon och sträcker ut armarna och faller ner till vattnet. Samara levde i brunnen i sju dagar innan hon dog av svält och uttorkning. 
Rickard Morgan levde cirka tjugofyra år till. Han elchockade sig till döds framför en journalist. 
Evelyn sitter på mentalsjukhus.